# 305mm Motormörser

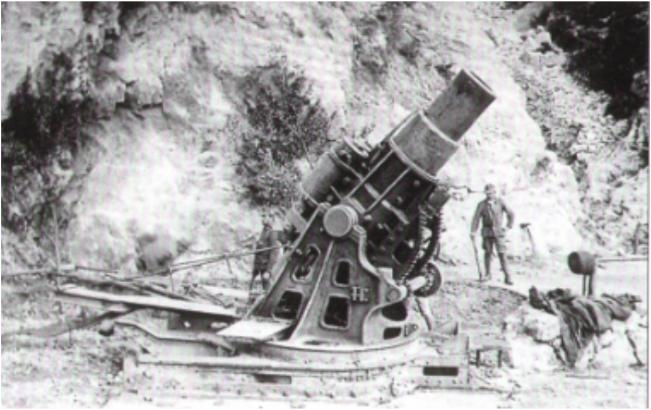
Een Skoda 305mm-kanon

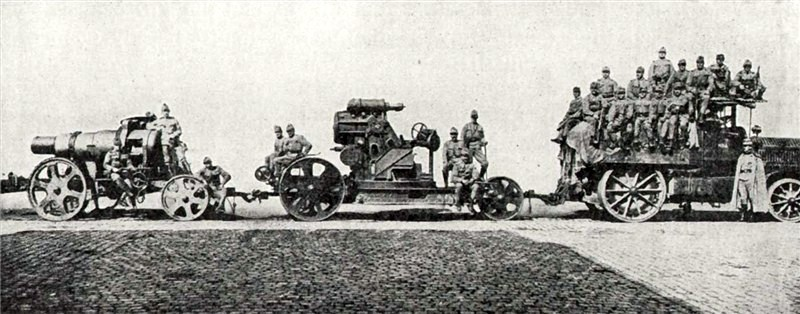
Tijdens een transport

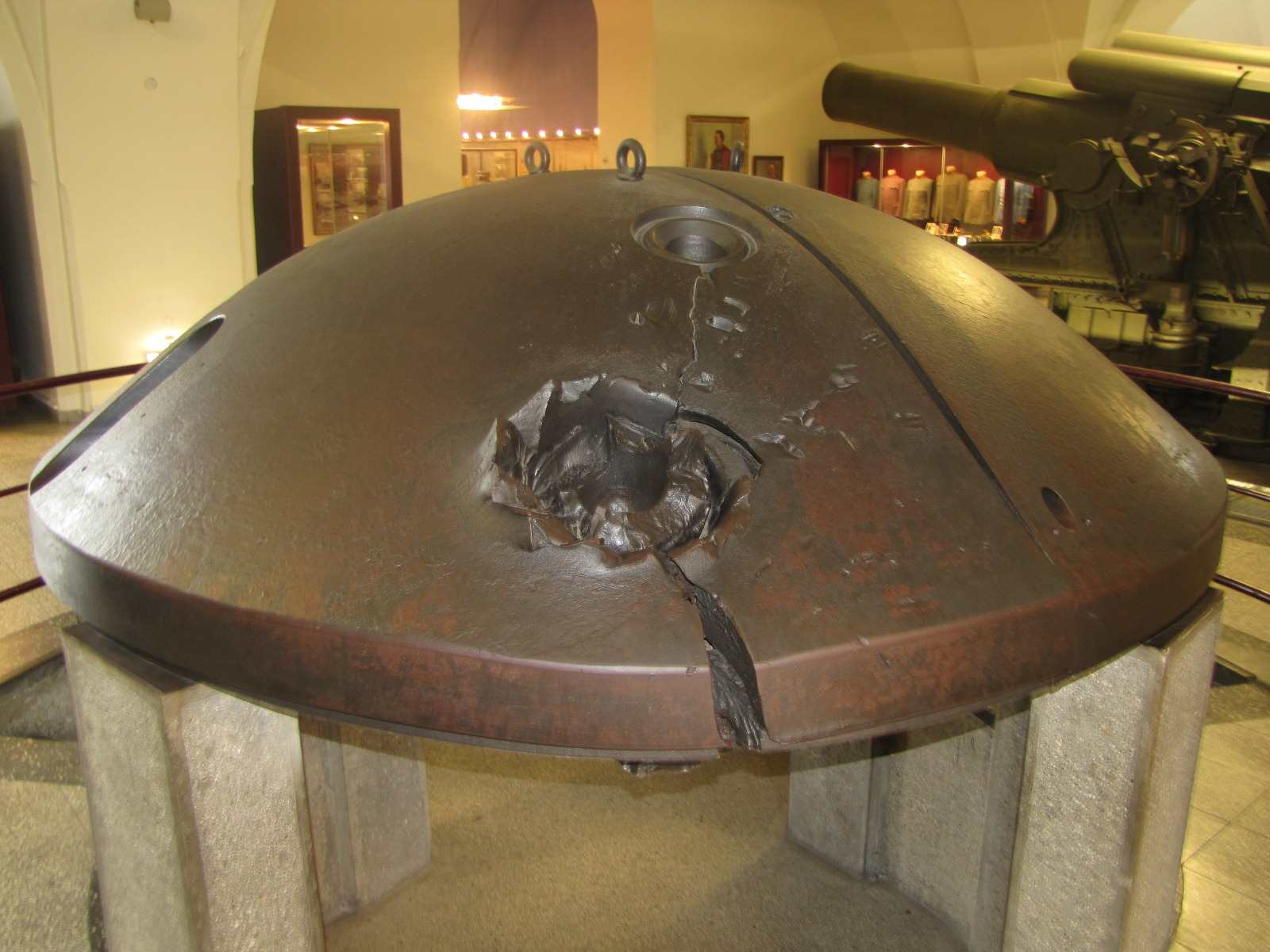
Inslag van een granaat op een pantserkoepel van een fort van de Stelling van Antwerpen

De 305mm Motormörser was een mortier van Oostenrijks-Hongaarse makelij waarvan vier stuks ingezet werden bij de belegering van Antwerpen in de Eerste Wereldoorlog.
Na de Russisch-Japanse oorlog van 1905, en in het bijzonder het beleg van Port Arthur, deed het Oostenrijks-Hongaarse ministerie van Oorlog beseffen dat zwaardere belegeringskanonnen noodzakelijk waren. Tot dan werd een kanon met een kaliber van 24cm gebruikt met een granaat gewicht van 133 kilogram. 
In 1906 kreeg de Skoda fabriek in Pilsen de opdracht voor een nieuw kanon. In 1909 werd een prototype aangeboden voor schietproeven. Na aanpassingen werd in 1911 het nieuwe model geïntroduceerd, het had een kaliber van 30,5cm. De vuursnelheid was 1 schot per 3 à 4 minuten. Er was veel aandacht besteed aan de mobiliteit. Het stuk woog twintig ton en werd voor transport opgesplitst in drie aparte onderdelen, in karren geladen die door tractoren getrokken werden. De gemiddelde snelheid op goede wegen was 6 kilometer per uur. Om het stuk op te stellen was in totaal zes tot acht uur nodig.
De munitie was onder andere de Normalgranate M 11/9 die 380kg per stuk woog. Deze waren geladen met 40kg springstof en hadden een reikwijdte van 9600m.
Aan het begin van de Eerste Wereldoorlog werden acht exemplaren geleend aan het Duitse leger. De stukken hebben vooral een rol gespeeld bij de opmars in België. Ze hebben meegedaan in de aanvallen op de forten rond Luik, Namen en Antwerpen. In 1915 werden er tien gebruikt ter ondersteuning van de Oostenrijks-Hongaars-Duitse invasie van Servië onder de Duitse generaal August von Mackensen. Aan het einde van de oorlog waren er 79 exemplaren actief. Slechts 24 werden er in de strijd vernietigd.